# LaFee

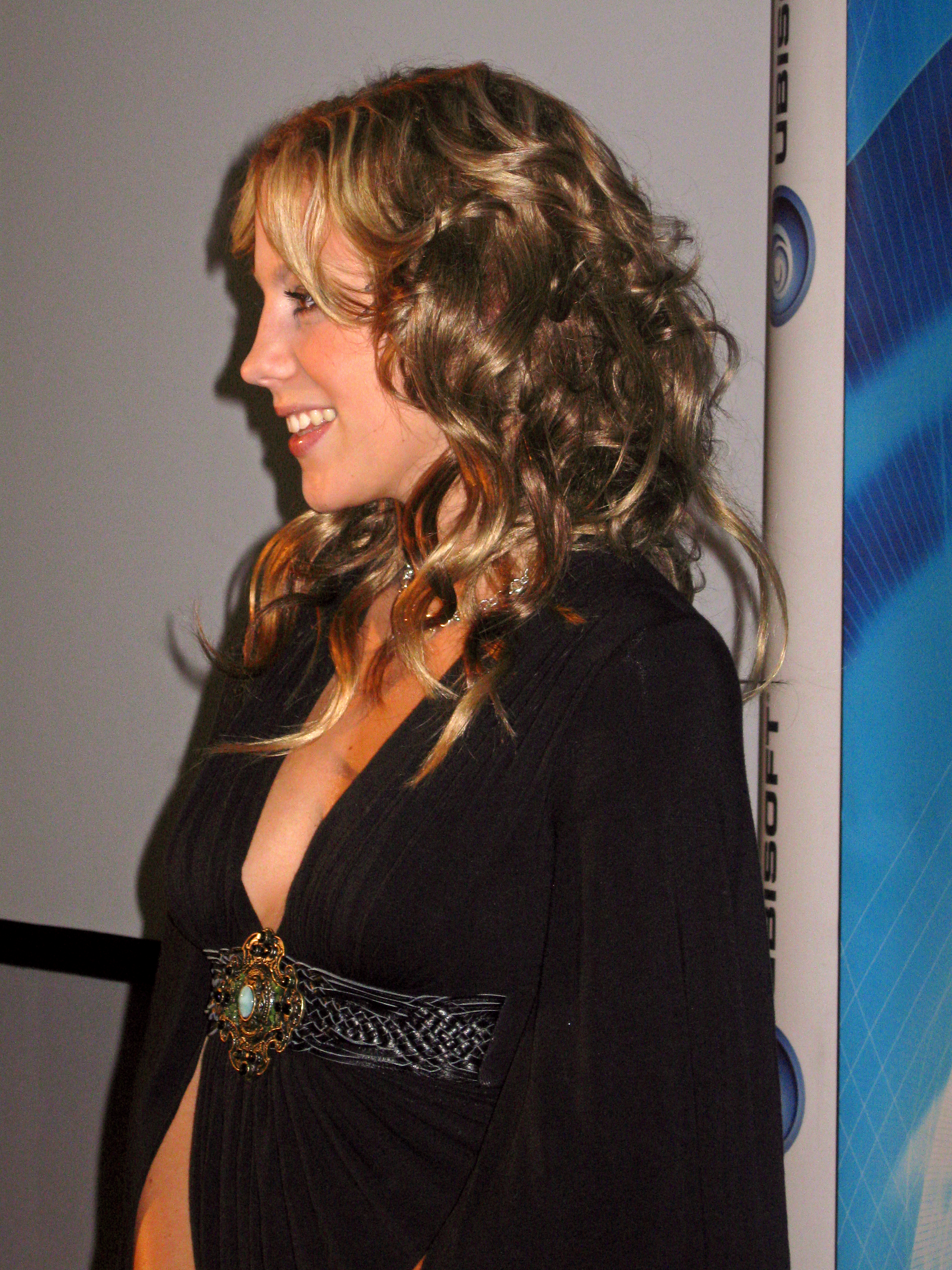
LaFee, Ubisoft Press Conference

LaFee (* 9. prosince 1990, Stolberg; pravým jménem Christina Klein) je německá pop-rocková zpěvačka.
Od roku 2006 vydala LaFee 4 alba, která se všechna umístila v německých hitparádách a prodalo se jich přes milion. Jak její debutové album, tak rovněž druhé album Jetzt erst recht (2007) dosáhly v Německu a Rakousku vrcholu hitparád.

## Kariéra
Matka Christiny Klein (Keriakoulla Klein) pocházející z Řecka provozuje v městské části Bering stánek s občerstvením a její německý otec (Bernd Klein) pracuje jako motorista. Christina vyrůstala spolu se svým o 4 roky starším bratrem Andreasem ve Stolbergeru (konkrétně v Büsbachu).
Christina začala projevovat svůj talent už jako malá. Byla členkou školní kapely, kde zpívala hlavně hitparádové hity. Zúčastnila se soutěže Star Search, nicméně při vystoupení zapomněla text, a kvůli tomu nemohla být ke spatření v televizi. V září roku 2004 vystoupila v soutěži Kiddy Contest – rakouské pěvecké soutěži pro děti, kde zazpívala přezpívanou píseň „Mandy“ od Barryho Manilowa pod názvem „Handy“. Zde si ji všimla dcera hudebního producenta Boba Arnze a s tím i posléze podepsala smlouvu.
Svoji kariéru odstartovala pod pseudonymem LaFee a 10. března 2006 se objevil její debutový singl Virus, který se – silně podporován časopisem Bravo a televizní stanicí Viva – dostal do německých a rakouských hitparád na 14. místo. Za tento hit jsou zodpovědní skladatel Gerd Zimmermann a Bob Arnz. Její druhy singl Prinzesschen se vyšplhal na 11. místo německé hitparády. Následovaly hity jako Was ist das a Mitternacht. Svůj herecký debut uskutečnila LaFee v seriálu Ninas Welt, který byl vysílán od listopadu 2006 do začátku roku 2007.Později byla chvíli vidět v seriálu Gute Zeiten, schlechte Zeiten.
6. července roku 2007 vyšlo její druhé studiové album nesoucí název Jetzt erst recht se startovním singlem Heul doch, které dostalo ocenění zlaté desky v Německu i v Rakousku. Její největší vystoupeni se konalo 31. prosince 2006 před Braniborskou bránou před více než jedním milionem diváků. 27. června 2008 byla vydána kompilace se singlem Shut Up, kde byly vybrány písně z prvních dvou alb a jejich anglicky přezpívané verze. 25. srpna 2007 měla LaFee vystoupení v rámci open-air akce Schau-nicht-weg u Braniborské brány před 119 000 lidmi.
Začátkem ledna 2009 následovalo se singlem Ring frei její třetí stejnojmenné studiové album, které se dostalo na 5. místo rakouské albové hitparády, dostalo zlaté ocenění a celosvětově se ho prodalo více než 100000 kusů. Koncem stejného roku spatřila světlo světa druhá kompilace s názvem Best Of. Hlavním singlem kompilace byla píseň Jetzt erst recht, která byla nicméně, jakožto celé album propadákem a umístila se až na 94. místě německé singlové hitparády. Tehdy LaFee opustila svého manažera Boba Arnze.
Následovala pauza, kterou LaFee vysvětlila tím, že si potřebovala odpočinout od kariéry a věnovat se více rodině a přátelům, protože přece jenom celé své dospívání strávila na pódiu a ve studiu a měla pocit, že jí něco uniká. Odloučila se od svého týmu a přiměla své vydavatelství, aby jí změnili smlouvu. Po dvouleté pauze se v květnu 2011 LaFee vrátila v novém stylu s blonďatým afro účesem. Její singl Ich bin dosáhl 80. místa německé hitparády. Ich bin se stalo titulní písní pořadu Family Stories vysílaném na RTL2. Studiové album Frei dosáhlo 14. místa v Media-Control-Charts. 11. listopadu 2011 vyšel druhý singl nesoucí název Leben wir jetzt. Tento obsadil 43. místo hitparády VIVA-Clipcharts.
Koncem března 2012 se LaFee zúčastnila jakožto hudební kmotra KiKa show Dein Song. Přispěla písní Zeig Dich! – titulní písní k filmu Hanni a Nanni 2 – která byla 11. května 2012 vydána jako singl. V září 2012 se objevily její fotky v časopise Playboy.

## Kapela
Součástí kapely, která stála za LaFee byli: kytara - Ricky Garcia, bicí - Tamon Nuessner, baskytara - Goran Vujic a klávesy - Klaus Hochhäuser. Ze začátku byl baskytaristou Omar Ibrahim, který ale kvůli studiu koncem roku 2006 z kapely odešel. V prosinci roku 2009 oznámila kapela na její webové stránce odloučení od LaFee z důvodu neshody názorů týkajících se hudebního stylu a dále pokračovala se zpěvačkou Janou Wall jako nová kapela s názvem Tief.

## Styl
Hudebně spadá LaFee do jednoduchého tvrdého kytarového rocku. Na koncertech je povětšinou doprovázena muzikanty v černých brýlích.
Písně LaFee pojednávají mimo jiné o sexuálním zneužívání, násilí, touze po smrti, psychických poruchách jako bulimie nebo o dětech ovlivněných problémy svých rodičů. Její texty bývají jak tvrdé a hrubé, tak rozpustilé a provokující, což je spojené i s tím, že nebývá moc slyšet v rádiu. Její úspěchy spočívají skoro výlučně v jejich živých vystoupeních a neustálou podporou médii, jako například časopisem Bravo.
LaFee se na veřejnosti objevuje oděna především do tmavých barev. Zpravodajským serverem Frankfurter Rundschau byla vylíčena jako mix Shakiry a gotické myšky. Nápadné je její falešné tetování na levém spánku, které tvoří písmena L a F (již už jej ale nenosí).
Příznivci LaFee jsou různí. Zatímco se velká část fanoušků nachází mezi žáky základních skol a většina publika je mezi šesti až čtrnácti lety, holdují její hudbě i dospělí.

## Diskografie
Studiová alba
- 2006: LaFee
- 2007: Jetzt erst recht
- 2008: Shut Up
- 2009: Ring frei
- 2011: Frei

Kompilace
- 2009: Best Of – LaFee

## Ocenění
Echo

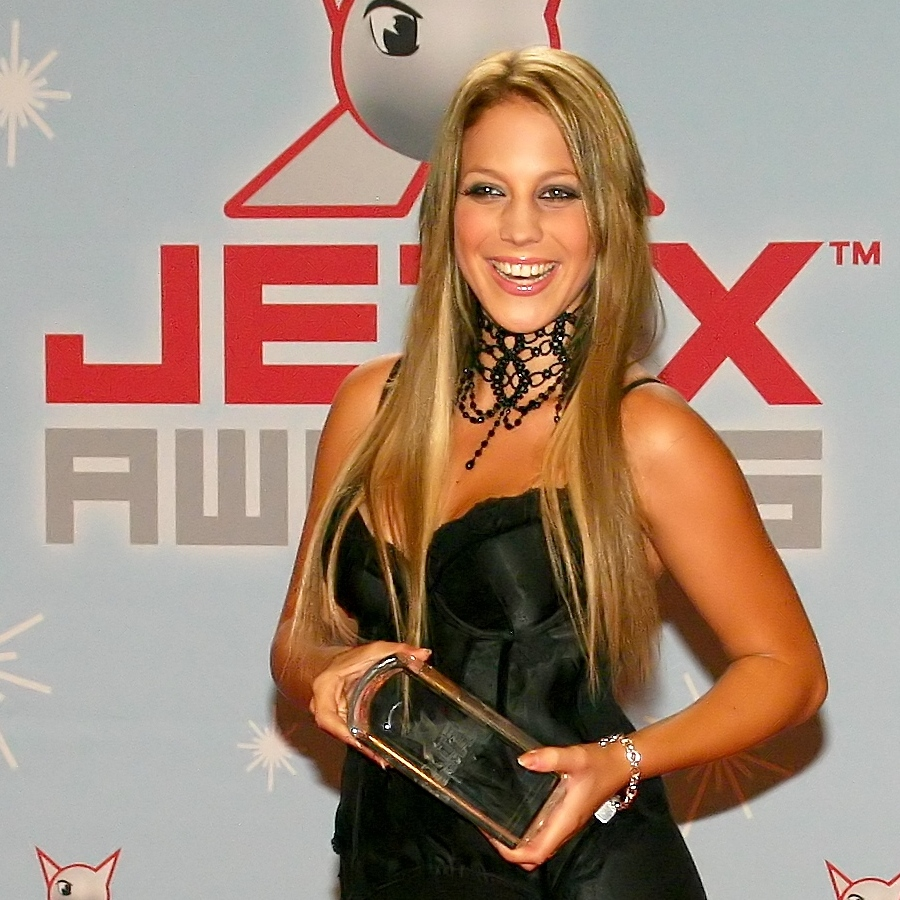
LaFee - Jetix-Award - YOU 2008 Berlin (6825p)

- 2007: v kategorii „umělkyně národního popu“
- 2007: v kategorii „nejlepší nováček národa“
- 2008: v kategorii „umělkyně národního popu“

Bravo Otto
- 2006: „Stříbro“ v kategorii „superzpěvačka“
- 2007: „Zlato“ v kategorii „nejlepší zpěvačka“

Goldene Stimmgabel
- 2007: v kategorii „Shooting Star“

Nick Kids’ Choice Awards (Deutschland)
- 2007: v kategorii „nejoblíbenější zpěvák“

Jetix-Award
- 2007: v kategorii „nejvíc sexy zpěvačka“
- 2008: v kategorii „nejlepší Sólo-projekt“